# Кленовик
Клено́вик (болг. Кленовик) — село в Перницькій області Болгарії. Входить до складу общини Радомир.

## Населення
За даними перепису населення 2011 року у селі проживали 236 осіб.
Національний склад населення села:
| Національність   | Кількість осіб | Відсоток |
| ---------------- | -------------- | -------- |
| болгари          | 167            | 85,2%    |
| турки            | 0              | 0%       |
| цигани           | 0              | 0%       |
| інша             | 0              | 0%       |
| не визначились   | 29             | 14,8%    |
| Всього відповіли | 196            |          |

Розподіл населення за віком у 2011 році:
Динаміка населення: